# Audżift
Audżift – (ar. اوجفت, fr. Aoujeft lub Oujeft) – miasto w zachodniej Mauretanii, w regionie Adrar w departamencie Audżift. Siedziba administracyjna gminy Audżift. W 2000 roku liczyło ok. 6 tys. mieszkańców.